# Lythrurus bellus
Lythrurus bellus és una espècie de peix cipriniforme de la família dels ciprínids que es troba a Alabama i Mississipi (Estats Units).
Els mascles poden assolir els 7,5 cm de longitud total.